# NGC 2540
NGC 2540 è una galassia a spirale barrata situata nella costellazione del Cancro, a una distanza di circa 313 milioni di anni luce dalla nostra Via Lattea.

## Scoperta
La galassia è stata scoperta il 10 febbraio 1885 dall'astronomo francese Édouard Stephan.

## Descrizione
NGC 2540 ha una classe di luminosità III-IV e presenta una larga riga a 21 cm dell'idrogeno neutro. Nella galassia sono presenti anche regioni di idrogeno ionizzato.